# Violence Prevention Network
Violence Prevention Network ist eine deutsche Nichtregierungsorganisation, die im Bereich Extremismusprävention sowie Deradikalisierung extremistisch motivierter Gewalttäter tätig ist. Sie wurde zu Beginn vor allem durch Anti-Gewalt- und Kompetenztrainings AKT (eingetragene Marke) in Justizvollzugsanstalten bekannt und betreibt darüber hinaus bundesweit Beratungsstellen für rechtsextrem und islamistisch motivierte Gewalttäter und deren Angehörige sowie Präventionsarbeit an Schulen.
Violence Prevention Network erhält den überwiegenden Teil seines Budgets aus Mitteln der Europäischen Union, Bundes- und Landesmitteln sowie Spenden. 2019 hatte die Organisation mehr als 100 hauptamtliche Mitarbeiter bzw. Honorarkräfte.

## Geschichte
2001 führte das Team erste Anti-Gewalt- und Kompetenztrainings AKT mit Rechtsextremisten in Haftanstalten im Bundesland Brandenburg als Modellprojekt durch („Verantwortung übernehmen – Abschied von Hass und Gewalt“). Daraus folgten die Entwicklung der später so benannten Methode der Verantwortungspädagogik (eingetragene Marke) und die Gründung von Violence Prevention Network 2004. 
Seitdem baute die Organisation die Zusammenarbeit mit Behörden und Institutionen kontinuierlich aus, sodass sie heute über eine bundesweite Vernetzung verfügt. 2006 wurde die Arbeit auf die Zielgruppe der islamistisch gefährdeten Jugendlichen mit und ohne Migrationshintergrund in größeren Städten wie Berlin, Bremen, Hamburg sowie in Nordrhein-Westfalen und Niedersachsen ausgeweitet. Im Vorhaftbereich ist Violence Prevention Network seit 2007 tätig, u. a. in den Arrestanstalten in Hamburg und Brandenburg. Seit 2012 arbeitet Violence Prevention Network auch im Erwachsenenvollzug mit einschlägig verurteilten Straftätern aus dem terroristischen Umfeld. 
Das Bundesministerium für Familie, Senioren, Frauen und Jugend bewilligte Violence Prevention Network als bundesrelevantem Träger im Januar 2015 eine 5-jährige Förderung zur Strukturentwicklung mit dem Schwerpunkt „Deradikalisierung im Strafvollzug“ aus seinem Förderprogramm Demokratie leben. Seit 2017 ist Violence Prevention Network in den Bundesländern Baden-Württemberg, Bayern, Berlin, Brandenburg, Hessen, Niedersachsen, Thüringen und Sachsen tätig. Violence Prevention Network war jahrelang im Vorstand der Bundesarbeitsgemeinschaft religiös begründeter Extremismus (BAG RelEx) vertreten. Nach einem Formwechsel ist Violence Prevention Network (ehemals e. V.) seit dem 12. Oktober 2020 als gGmbH tätig.

## Vision
Die Vision von Violence Prevention Network ist es, dass ideologisch gefährdete Menschen und extremistisch motivierte Gewalttäter durch Deradikalisierungsarbeit ihr Verhalten ändern, ein eigenverantwortliches Leben führen und Teil des demokratischen Gemeinwesens werden, um so Extremismus jeder Art vorzubeugen. Violence Prevention Network setzt sich dafür ein, dass Menschen Instrumente und Ressourcen zur Verfügung bekommen, um ihre bisherigen Verhaltensmuster zu reflektieren und zu überwinden. Sie sollen befähigt werden, ein Leben zu führen, in dessen Verlauf sie weder sich selbst noch andere schädigen.

## Methode
Die Verantwortungspädagogik ermöglicht einen demütigungsfreien Weg der Ansprache von Menschen, die sich anti-demokratischen Strukturen angeschlossen haben, und befähigt sie zur Rückkehr in das demokratische Gemeinwesen. Die Grundannahme der Verantwortungspädagogik und des Anti-Gewalt- und Kompetenztrainings AKT ist es, Menschen durch Zusammenarbeit das Erlernen jener Kompetenzen zu ermöglichen, die eine Distanzierung von menschenverachtenden Ideologien ermöglichen. Dies geschieht in einer für die Person wertschätzenden Atmosphäre und bzgl. der Ideologie hinterfragenden Methode. Das AKT besteht aus flexiblen Modulen der Biographiearbeit, der politischen Bildung und der Anti-Gewaltarbeit, die Violence Prevention Network auf unterschiedliche Zielgruppen (rechtsextrem und islamistisch gefährdete Straftäter) und unterschiedliche Settings (Gruppentraining, Einzeltraining, Training in der Haft, Training vor der Haft, Training in hetero- und homogenen Gruppenzusammenhängen etc.) überträgt.

## Schwerpunkte

### Prävention
Violence Prevention Network bringt Jugendliche, die gefährdet sind, sich religiös oder politisch zu radikalisieren, frühzeitig in einen interkulturellen und interreligiösen Dialog. In Workshops an Schulen erweitern die Jugendlichen ihr Wissen, z. B. über den Islam, aber auch über Demokratie und Menschenrechte. Ein anderer Bereich der Präventionsarbeit ist die Fortbildung von Multiplikatoren (Lehrpersonal, Fachpersonal der Kinder- und Jugendhilfe, Polizei etc.) im Umgang mit Extremismus und Fundamentalismus in Schule und Beruf. Neben den klassischen Ansätzen der Radikalisierungsprävention setzt Violence Prevention Network seit 2016 auch vermehrt Präventions-Projekte im Online-/Social-Media-Bereich um.

### Intervention
Die „Radikalisierungsprävention und Deradikalisierung in Strafvollzug und Bewährungshilfe“ wendet sich mit dem Anti-Gewalt- und Kompetenztraining AKT sowohl an rechtsextremistisch gefährdete Jugendliche im Strafvollzug als auch an islamistisch gefährdete Jugendliche mit und ohne Migrationshintergrund. Mit einem mehrmonatigen Deradikalisierungstraining in Haft und einem anschließenden Stabilisierungscoaching nach der Entlassung von bis zu einem Jahr befähigt Violence Prevention Network die Teilnehmer, sich wieder in das demokratische Gemeinwesen zu integrieren.

### Deradikalisierung/Ausstiegsbegleitung
Violence Prevention Network setzt mit Deradikalisierungsarbeit an, wenn der Grad der Radikalisierung sehr weit fortgeschritten ist und die Gefahr besteht, dass junge Menschen sich und andere gefährden, z. B. durch eine Ausreise in ein Kriegsgebiet oder nach der Rückkehr aus einem Kriegsgebiet. Violence Prevention Network spricht Mitglieder dieser Szenen an, um sie durch den Dialog zu Veränderungen zu motivieren und Distanzierungsprozesse zu menschenverachtenden Ideologien auszulösen. Neben der direkten Arbeit mit den Radikalisierten werden gezielt auch deren Eltern und Angehörige beraten und in die Deradikalisierungsarbeit einbezogen, mit dem Fokus auf Ansprache, Motivation und Mobilisierung.

### Forschung und Entwicklung
Seit 2017 arbeitet Violence Prevention Network an wissenschaftlichen Innovationen im Feld der Radikalisierungsprävention und Deradikalisierung im On- und Offline-Sektor, bestehend aus drei Säulen. In der Säule „Entwicklung“ werden Radikalisierungstrends systematisch bewertet und innovative Handlungsmöglichkeiten und Ansätze konzipiert. Im „Testing“ werden die Ansätze der „Entwicklung“ in der Praxis umgesetzt und weiterentwickelt. Die dritte Säule „Dissemination“ steht für die bundesweite Verbreitung der erfolgreich getesteten Ansätze.

## Vernetzung

### Internationale Arbeit
- International wurde der Ansatz von Violence Prevention Network gemeinsam mit dem Projektpartner Northern Ireland Association for the Care and Resettlement of Offenders (NIACRO) nach Nordirland[14] und mit Hjulsøgårdfonden nach Dänemark übertragen.
- Violence Prevention Network ist Gründungsmitglied des Radicalisation Awareness Network (RAN)[15] der Europäischen Kommission und Co-Chair der EXIT Working Group.
- Die Geschäftsführerin Judy Korn ist Mitglied im Advisory Board von IMPACT Europe[16], das sich mit der Frage von Wirksamkeit deradikalisierender Maßnahmen in ganz Europa befasst.

### Violence Prevention Network Akademie
Mit der 2014 gegründeten Akademie schult Violence Prevention Network weitere Zielgruppen zum Thema Extremismusprävention und Deradikalisierung. Diese sind Sicherheits- und Ermittlungsbehörden der Bundesrepublik Deutschland, Universitäten und Fachhochschulen, Unternehmen sowie pädagogische Berufsgruppen, die mit der Thematik in ihrem Berufsalltag konfrontiert sind. Das Angebot erstreckt sich über Beratung, bedarfsgerechte Fortbildungen bis zu universitären Ausbildungsmodulen. Die Akademie hat im April 2014 mit den ersten Qualifizierungsangeboten ihre Tätigkeit aufgenommen. Seit 2017 verfügt die Akademie mit modus | zad außerdem über ein Zentrum für angewandte Deradikalisierungsforschung.

### Weitere Vernetzung
Violence Prevention Network ist Gründungsmitglied der Bundesarbeitsgemeinschaft religiös begründeter Extremismus (BAG RelEx), einem Verein, der die bundesweite Vernetzung und den Fachaustausch im Bereich der zivilgesellschaftlichen Extremismusprävention gegen religiös begründeten Extremismus fördert. Seit Anfang 2020 ist Violence Prevention Network zudem gemeinsam mit ufuq.de und der BAG RelEx im Verbundsprojekt „Kompetenznetzwerk 'Islamistischer Extremismus'“, kur KN:IX, aktiv.

## Wirkung
Laut Abfrage im Bundeszentralregister wurden extremistisch motivierte Gewalttäter, die im Zeitraum 2003 bis 2009 an einem Deradikalisierungstraining von Violence Prevention Network teilgenommen haben, nur zu 13,3 % wieder wegen einer ideologisch motivierten Gewalttat inhaftiert. Im gleichen Zeitraum lag die Zahl im Bundesdurchschnitt bei 41,5 %. Violence Prevention Network senkte damit die Re-Inhaftierungsquote für extremistisch motivierte Gewalttäter um 68 %. Die Projekte von Violence Prevention Network werden regelmäßig von unabhängigen Institutionen evaluiert.

## Kontroversen

### Extremismus-Vorwurf gegen Mitarbeiter der Beratungsstelle Hessen im Jahr 2017
Ende 2016 informierte die Bloggerin Sigrid Hermann-Marschall die hessischen Sicherheitsbehörden, dass zwei muslimische Mitarbeiter des hessischen Violence Prevention Networks (VPN) selbst Kontakte zur extremistischen Szene unterhalten würden. Die beschuldigten Mitarbeiter wurden daraufhin im Januar 2017 einer Befragung unterzogen, bei der sie von extremistischem Gedankengut distanzierten. Gegen einen der beschuldigten Mitarbeiter, Talha Taşkınsoy, erhob Hermann-Marschall den Vorwurf, in Abu Dhabi auf einer internationalen Konferenz teilgenommen zu haben, die sie als „Muslimbruder-Kungel-Treff“ bezeichnete, entgegen der Tatsache, dass die autokratisch-autoritär regierten Vereinigten Arabischen Emirate im Nahen Osten zu den entschiedensten Gegner der Muslimbruderschaft gehören. Kurz darauf veröffentlichte der Journalist Volker Siefert für den Hessischen Rundfunk (hr-iNFO) einen bundesweit beachteten Enthüllungsbericht über die Vorwürfe gegen die beiden Mitarbeiter, die daraufhin in einer Sofortmaßnahme am 21. Februar 2017 vorläufig suspendiert wurden. Weiter wurden alle Mitarbeiter der hessischen VPN-Beratungsstelle einer neuerlichen Sicherheitsüberprüfung unterzogen.  Im März teilte das Hessische Innenministerium mit, dass die Vorwürfe eine „gründliche sicherheitsbehördliche Zuverlässigkeitsüberprüfung“ bei den VPN-Mitarbeitern veranlasst hatten, und das Ergebnis der Prüfung ergebe, dass beide beschuldigten Mitarbeiter von den Vorwürfen entlastet seien. Die Journalistin Özlem Gezer bezeichnete im Mai 2017 die Affäre im Spiegel als „Strudel, erzeugt von selbst ernannten Muslimjägern, eifernden Journalisten und Behörden, die Angst haben, Fehler zu machen.“

## Veröffentlichungen von Mitarbeitern
- Dr. Dennis Walkenhorst ist Chefredakteur der Fachzeitschrift „Interventionen – Zeitschrift für Verantwortungspädagogik“.[32]
- Der Geschäftsführer Thomas Mücke ist Autor des Buches „Zum Hass verführt: Wie der Salafismus unsere Kinder bedroht und was wir dagegen tun können“, Köln, 2016.[33]
- Die Mitbegründer Judy Korn und Thomas Mücke schrieben den Beitrag: „Verantwortungspädagogik im Strafvollzug und in der Bewährungshilfe. Deradikalisierungs-Trainings bei extremistischen Gewalttätern in Haft und Stabilisierungscoaching nach der Entlassung“ in: Baer, Silke/ Möller, Kurt/ Wiechmann, Peer (Hrsg.): Verantwortlich Handeln: Praxis der Sozialen Arbeit mit rechtsextrem orientierten und gefährdeten Jugendlichen, Opladen, 2014.[34]

## Auszeichnungen
- Die Immanuel Kant-Stiftung zeichnete Judy Korn im Mai 2019 mit dem Immanuel Kant-Weltbürger-Preis für mutigen Einsatz gegen physische und strukturelle Gewalt aus.
- Die bundesweite Initiative Deutschland – Land der Ideen kürte die „Beratungsstelle Hessen – Religiöse Toleranz statt Extremismus“[35] am 1. Juni 2016 als eines der einhundert besten Projekte des Jahres 2016 zum „Ausgezeichneten Ort“[36].
- Der Humanistische Verband Deutschlands und die Humanismus Stiftung Berlin zeichneten am 11. Oktober 2015 die beiden Mitarbeiter von Violence Prevention Network Mohamed Ibrahim und Shemi Shabat mit dem Ossip-K.-Flechtheim-Preis aus[37]. Der Deutsch-Palästinenser Ibrahim und der Israeli Shabat gehen im Rahmen des Projektes MAXIME Berlin gemeinsam in Schulen und räumen in interreligiösen Workshops für Schüler und Multiplikatoren mit hartnäckigen Vorurteilen zum Nahostkonflikt auf.
- Die Landeskommission Berlin gegen Gewalt verlieh MAXIME Berlin[38] am 17. September 2015 im Rahmen des Präventionspreises den Sonderpreis der Securitas GmbH.[39] Mit der Verleihung dieses Preises werden besondere Leistungen im Bereich der Gewalt- und Kriminalitätsprävention gewürdigt und unterstützt.
- Das gemeinnützige Analysehaus Phineo verlieh Violence Prevention Network und dem Programm „Verantwortung übernehmen – Abschied von Hass und Gewalt“ am 2. September 2013 in Berlin das „Wirkt!-Siegel“. Geprüft wurden 23 Organisationen, die sich gegen Rechtsextremismus und Antisemitismus und für Demokratie in der Bundesrepublik engagieren. Hinsichtlich des Wirkpotentials des Programms ist Violence Prevention Network als einzige Organisation von insgesamt 17 prämierten Nichtregierungsorganisationen (NGOs) in allen Kategorien als herausragend bewertet worden.[40]
- Die Robert Bosch Stiftung zeichnete die Mitbegründerin und Geschäftsführerin Judy Korn 2011 mit der Aufnahme in das Netzwerk „Die Verantwortlichen“ aus.
- Die Standortinitiative „Deutschland – Land der Ideen“ zeichnete Judy Korn 2011 als eine der „100 Frauen von morgen“ aus.[41]
- Die Organisation Ashoka zeichnete Judy Korn 2007 als Ashoka Fellow aus.[42]